# Amagasaki
Amagasaki (尼崎市 (Ni Kỳ thị) Amagasaki-shi) là thành phố thuộc tỉnh Hyōgo, Nhật Bản. Tính đến ngày 1 tháng 10 năm 2020, dân số ước tính thành phố là 459.593 người và mật độ dân số là 9.100 người/km2. Tổng diện tích thành phố là 50,72 km2.